# El Segundo (Metro de Los Ángeles)
El Segundo es una estación elevada de ferrocarril ligero en la Línea K del sistema de Metro de Los Ángeles. Se encuentra sobre El Segundo Boulevard, que le da su nombre, cerca de su intersección con Nash Street en El Segundo, California. Abrió con el inicio del servicio de la Línea Verde el 12 de agosto de 1995. La estación da servicio a la Línea K desde una reestructuración en noviembre de 2024.
La estación se llamó inicialmente El Segundo Blvd/Nash St, pero luego se simplificó a El Segundo en 2003.
La estación se sitúa en la esquina noreste del campus de Raytheon Intelligence & Space. También está cerca de la Base Aérea de Los Ángeles, el campus de The Aerospace Corporation y la futura instalación de entrenamiento para los Los Angeles Chargers.
Actualmente, la estación es la única en el trazado original de la Línea Verde de la localidad que cuenta con una plataforma lo suficientemente larga como para acomodar un tren de tres vagones. Las estaciones restantes tienen previsto alargarse para 2028 a fin de acomodar trenes más largos de tres vagones.

## Conexiones de autobús
Gardena Transit: 5
- LADOT Commuter Express: 574
- Municipal Area Express: 2, 3, 3X
- Torrance Transit: 8 (Sentido sur)